# 無メ礁

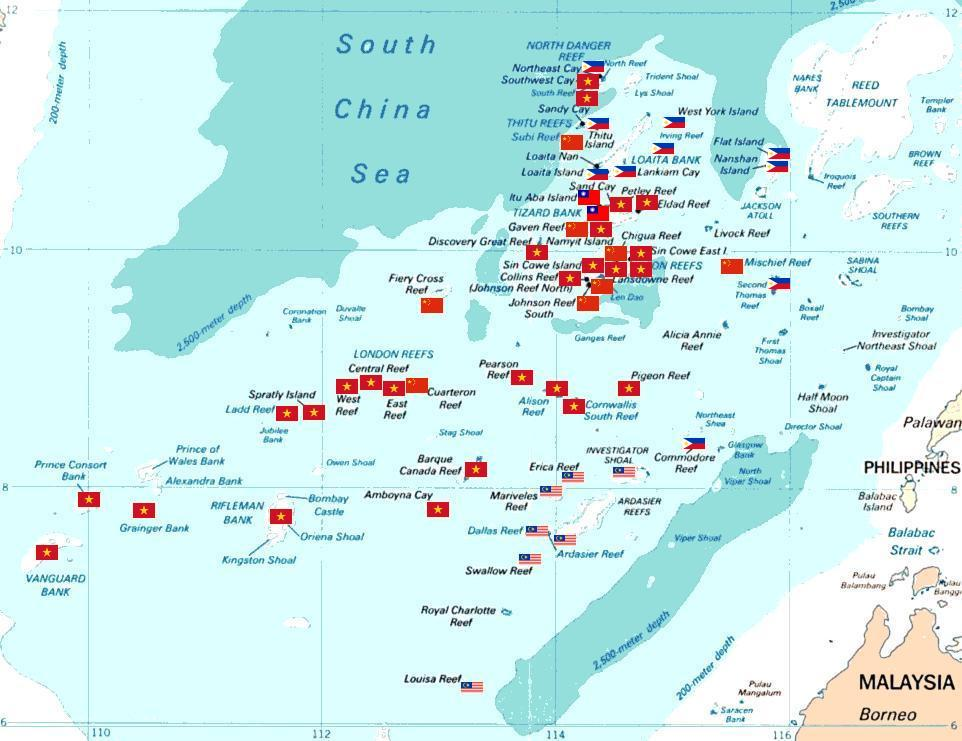
南沙諸島における南シナ海周辺諸国の実効支配状況

無乜礁（むめ-しょう、テネント礁、英語：Tennent Reef／Pigeon Reef、ベトナム語：Đá Tiên Nữ / 𥒥仙女）は、南沙諸島（スプラトリー諸島）のロンドン群礁（英語：London Reefs、中国語: 尹庆群礁）東部の環礁である。

## 地理
インベスティゲーター礁の北部にあり、コモードアー礁から北西に40海里離れている。中国語では、海産がほとんどないので、“無乜”（海南語・広東語で「何もない」という意味）という礁名が付いた。

## 領有を巡る状況
1988年からベトナムがこの礁を実効支配しているが、中華人民共和国と中華民国（台湾）も主権を主張している。
2022年よりベトナムが北半分の細い陸地だったところを大幅に埋め立てを拡張、2023年8月時点で北西部には港湾を建設している。